# Stamping Ground

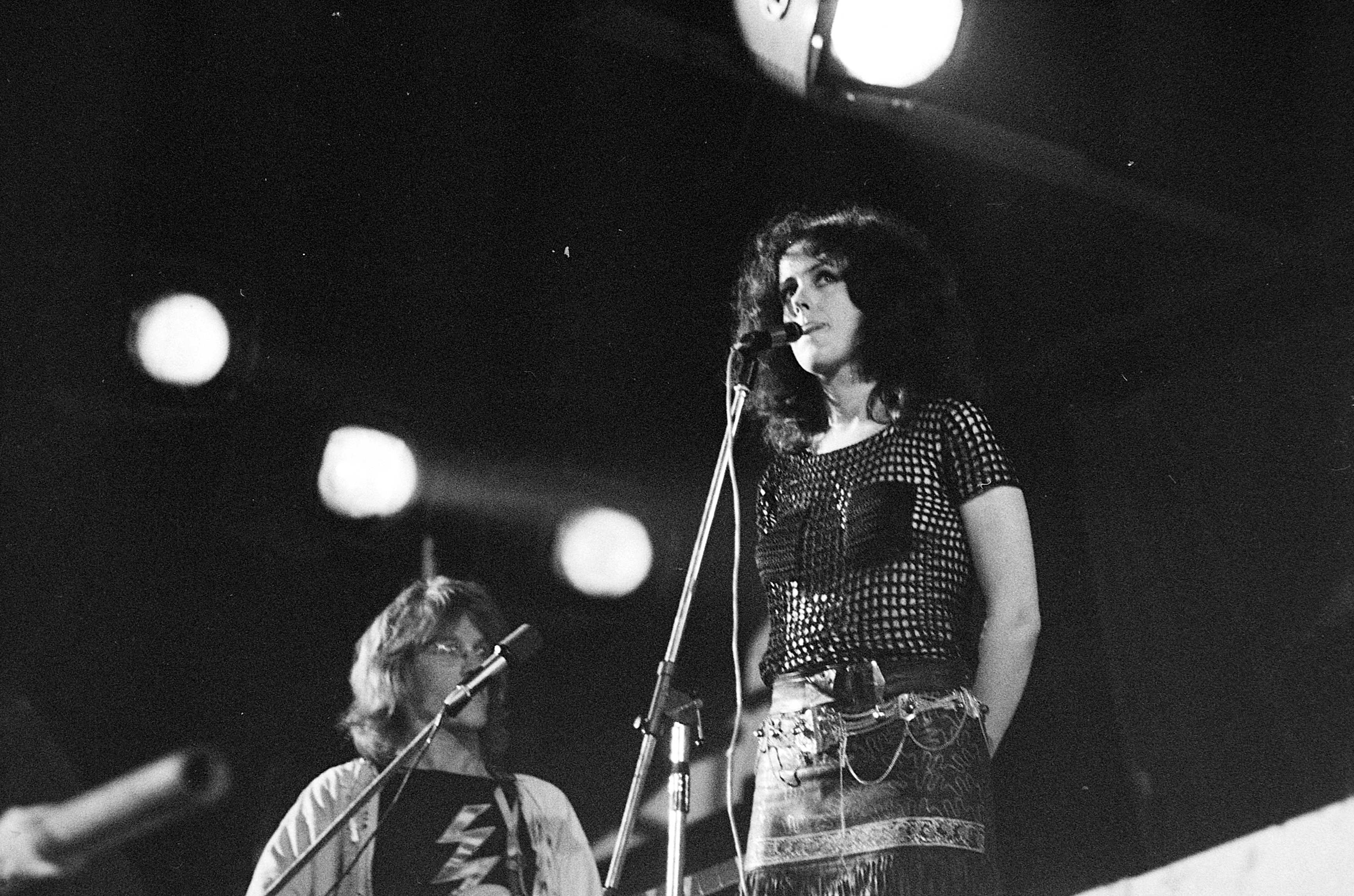
Grace Slick & Jefferson Airplane

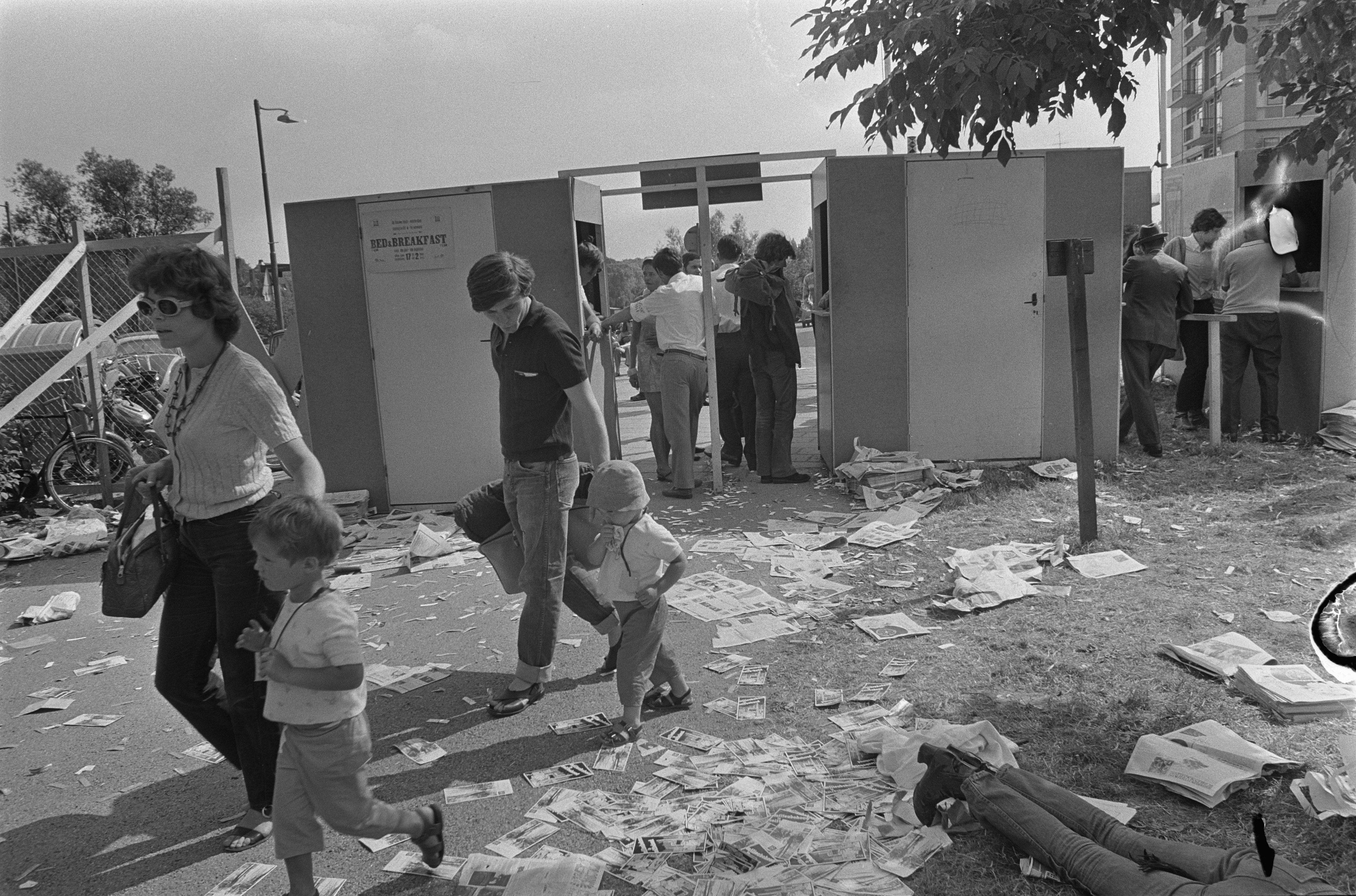
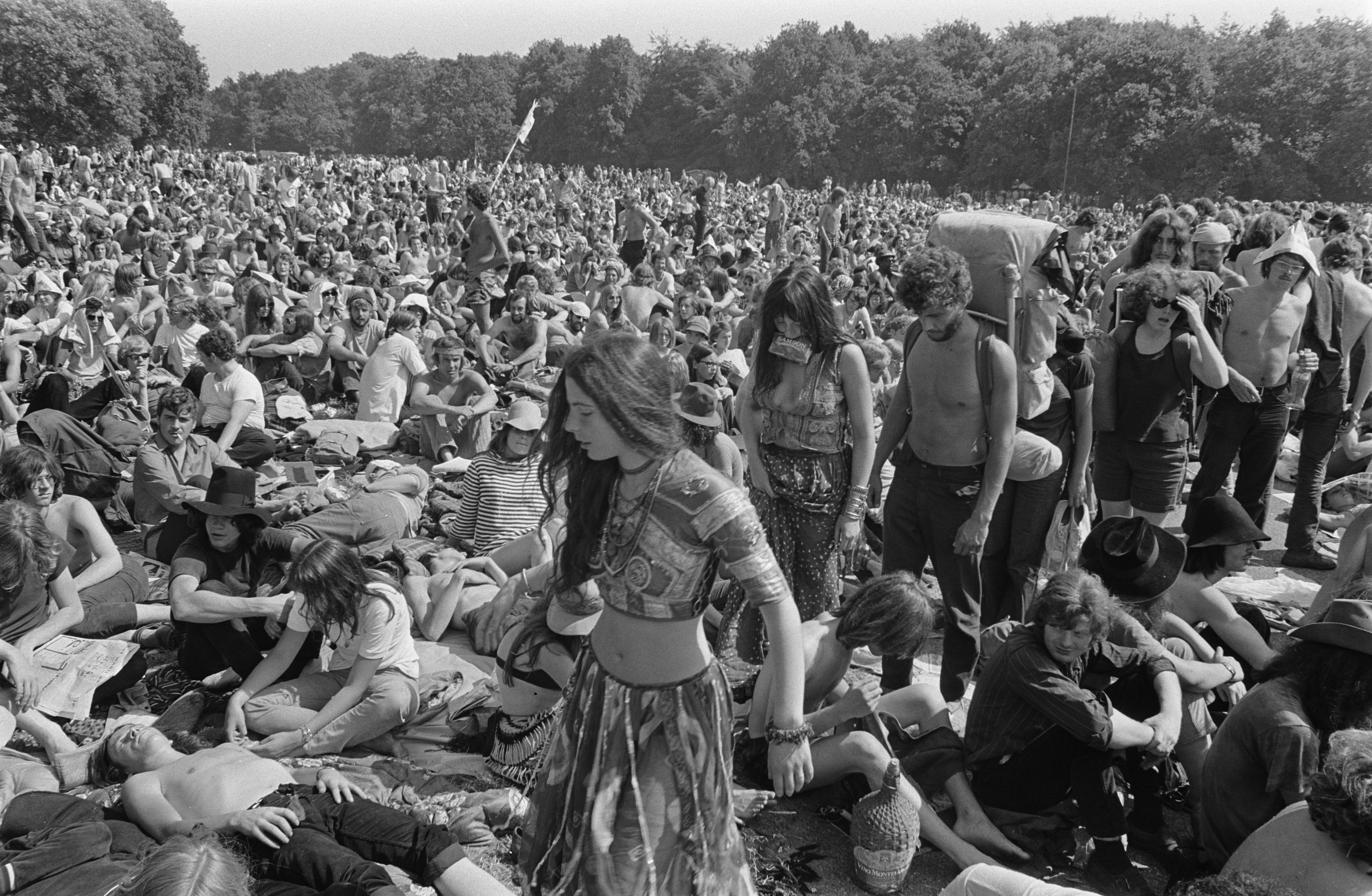
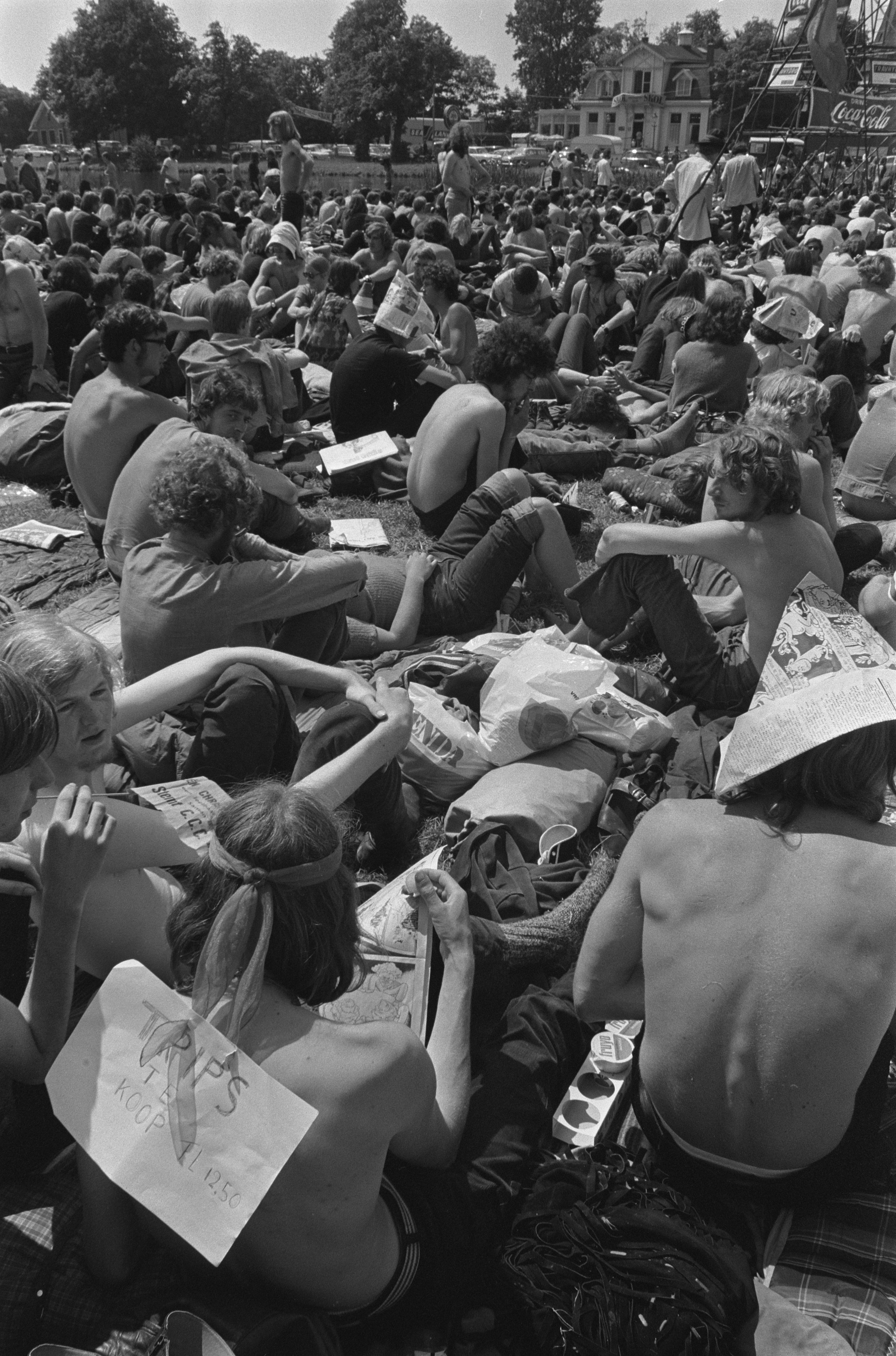
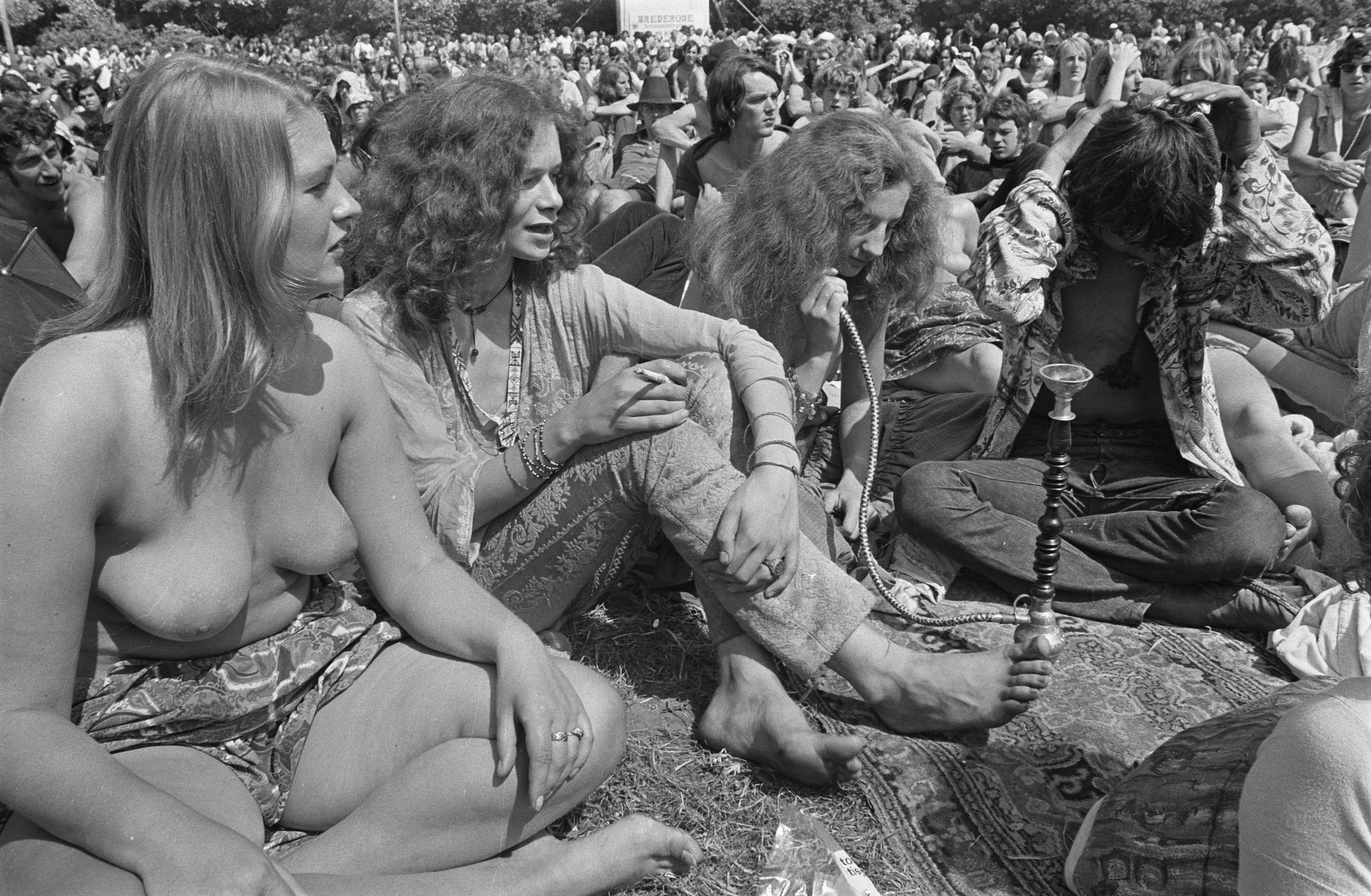
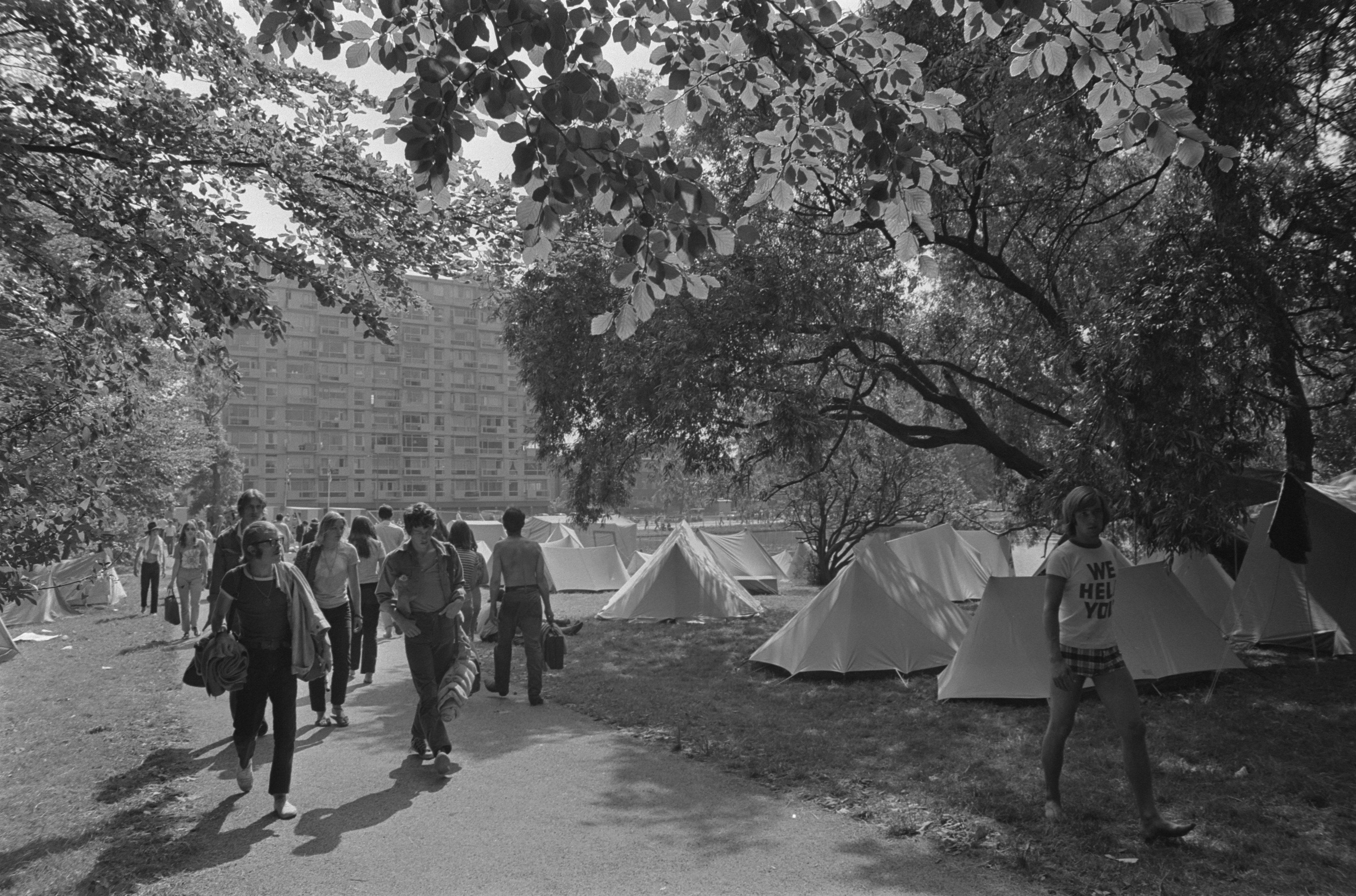

El festival de Stamping Ground ocurrió en el año de 1970, en Róterdam (Holanda), con una platea de cerca de 100 mil personas. Fue una especie de versión holandesa del conocido Woodstock; también fue el primer festival pop y rock al aire libre de varios días en el continente europeo. El Festival se convirtió en un evento influyente: fue el inicio de la política de tolerancia holandesa hacia la marihuana.
Entre los artistas presentes, estaban Al Stewart, Dr. John, Family, T. Rex, Canned Heat, Jefferson Airplane, The Flock, It's a Beautiful Day, Country Joe and the Fish, The Byrds, Santana, y Pink Floyd (los headliners).
El lanzamiento en DVD ocurrió en 2001.

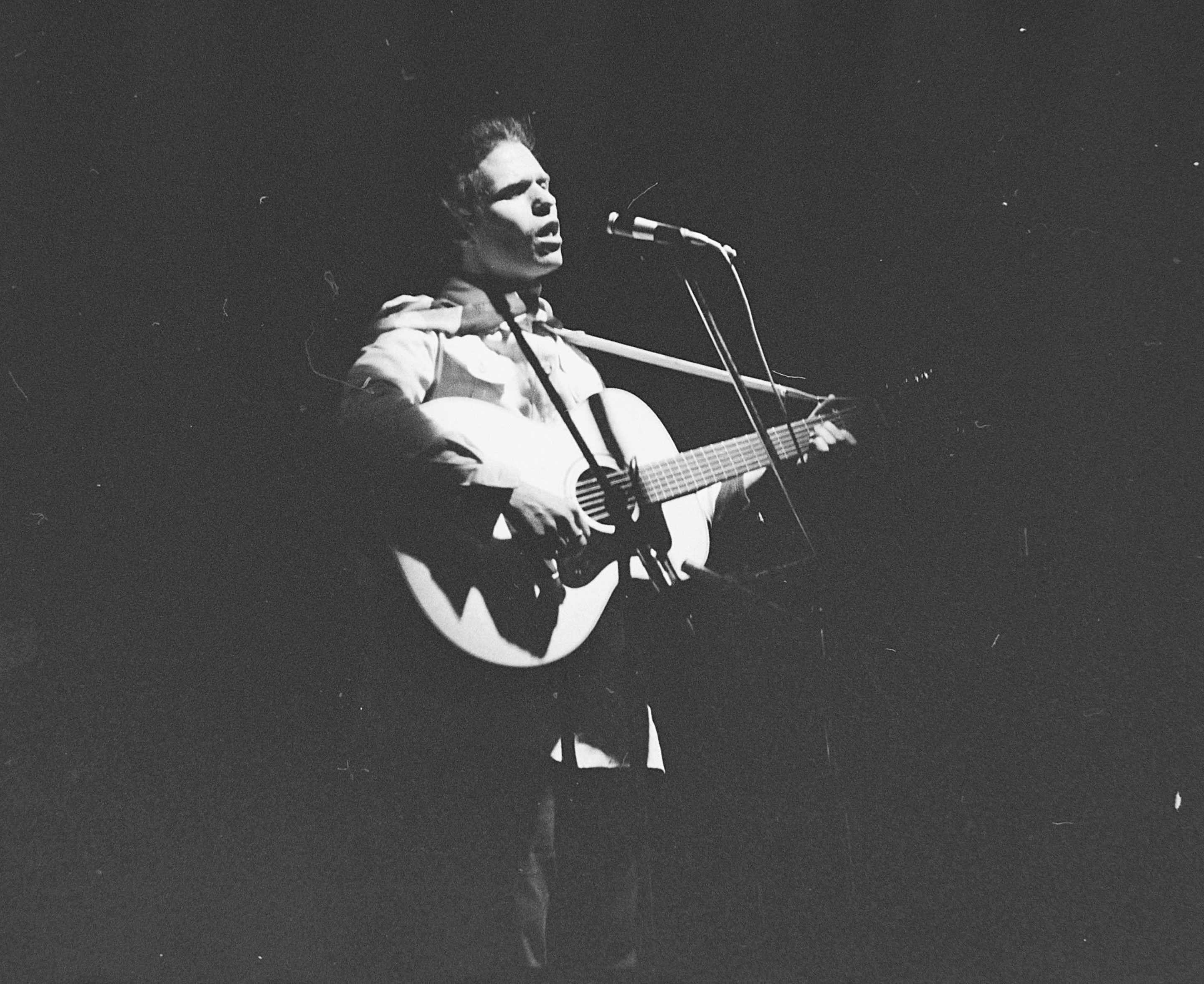
Country Joe McDonald
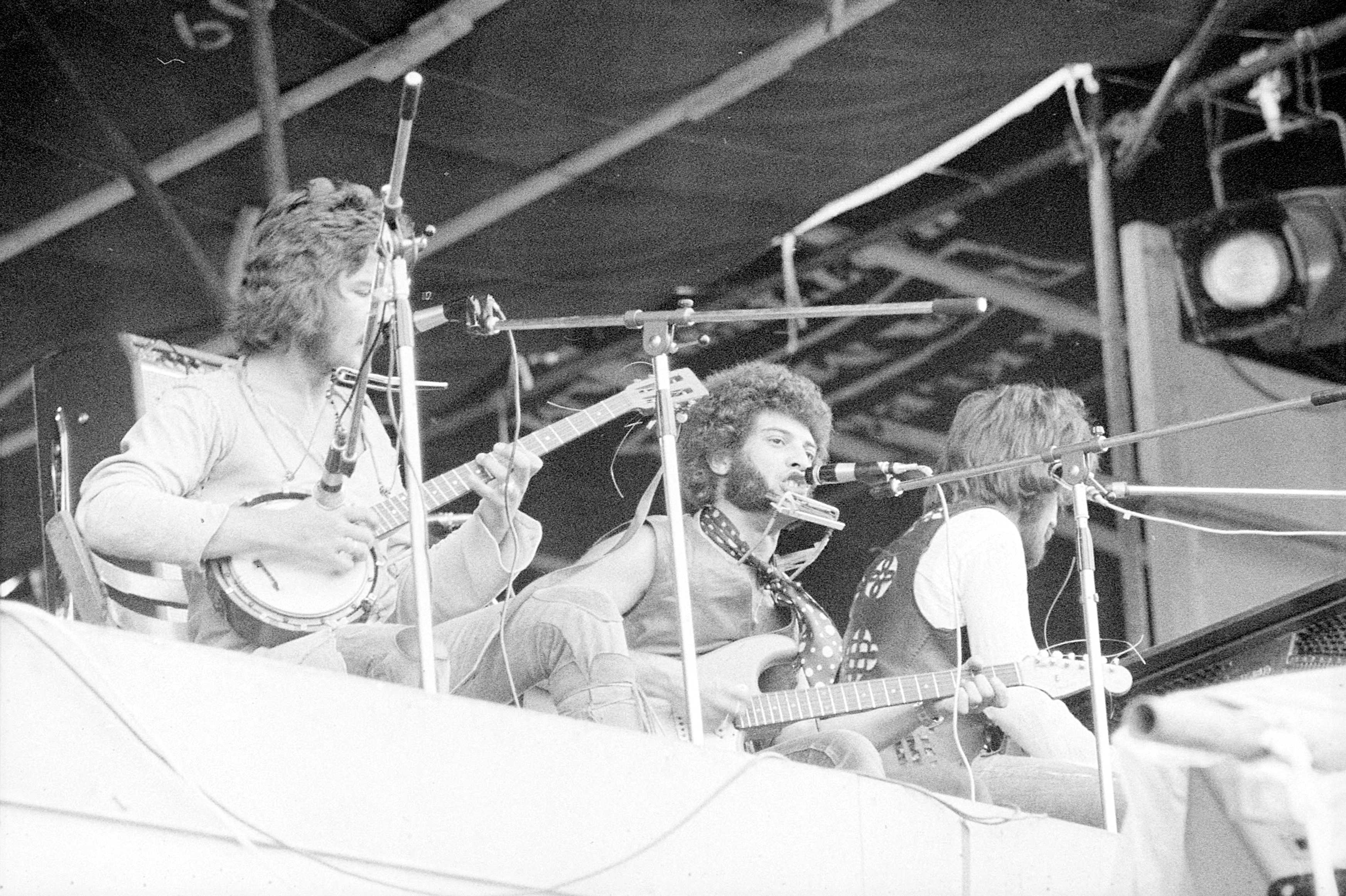
Mungo Jerry & Ray Dorset
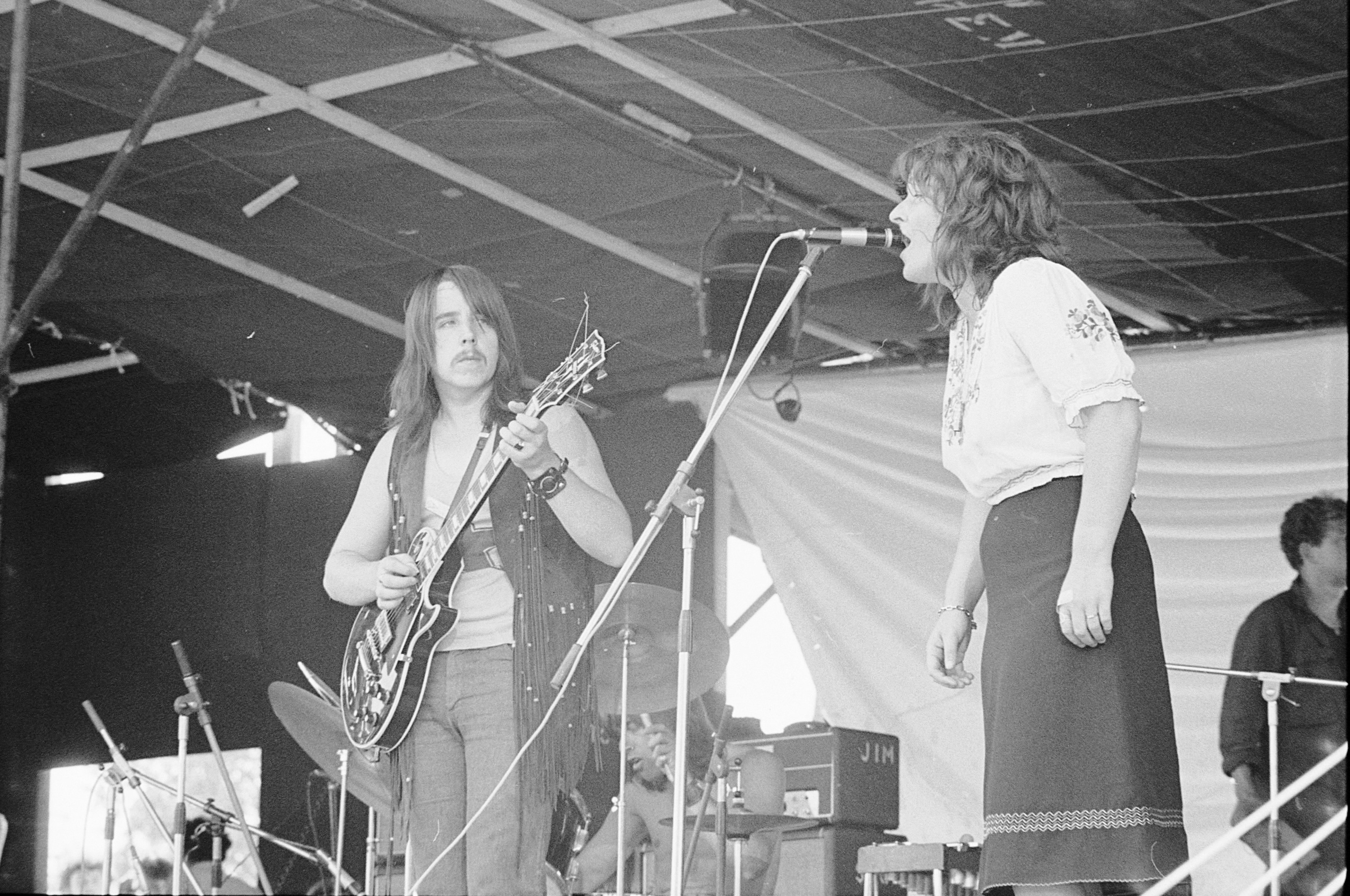
Stone the Crows
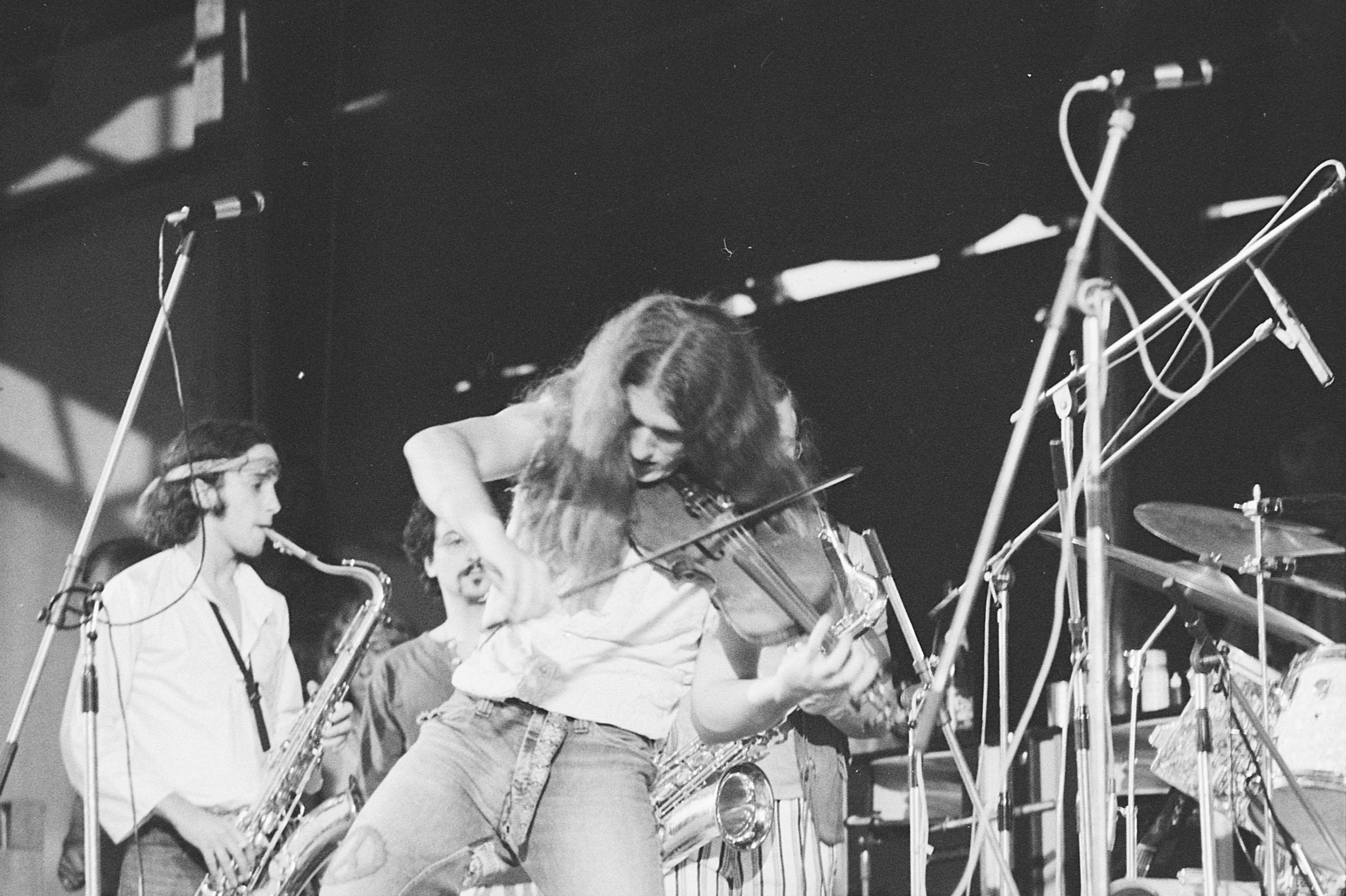
The Flock
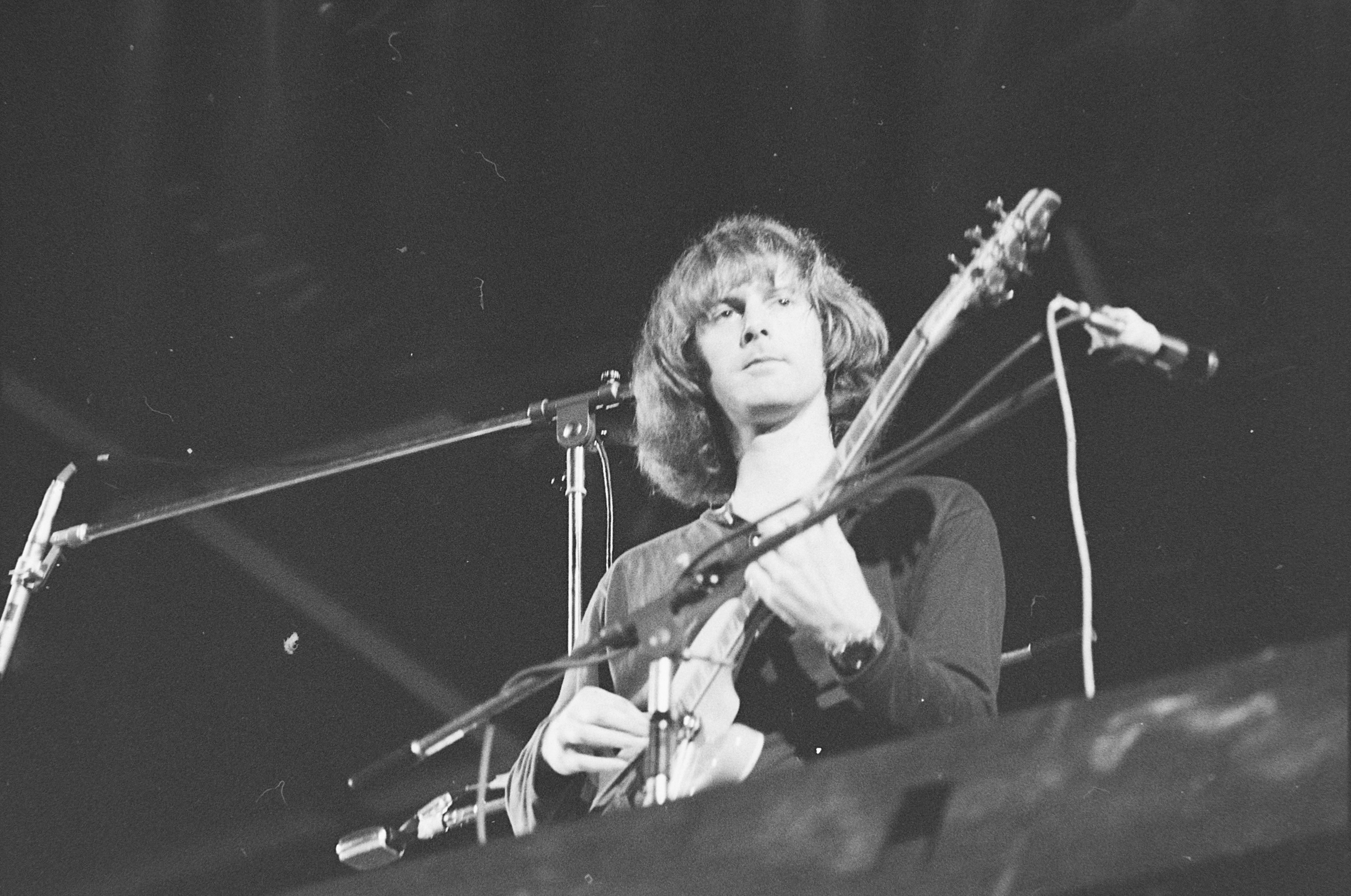
Roger McGuinn